# Camp de réfugiés palestiniens de Nahr el-Bared
Nahr el-Bared (نهر البارد, littéralement Fleuve froid) est un camp de réfugiés palestiniens situé dans le nord du Liban près de Tripoli.
Il fut fondé en 1949 à la suite de l'exode palestinien et abritait jusqu'au 28 mai 2007 environ 31 000 réfugiés.

## Événements de 2007
Le 20 mai 2007, l'armée libanaise bombarde et attaque le camp à la suite de la présence dans celui-ci du groupe radical Fatah al-Islam. Le bilan fait mention de 32 soldats libanais et 54 civils (dont 24 activistes islamistes) tués. 10 000 réfugiés ont fui les combats pour se réfugier dans d'autres camps après qu'un cessez-le-feu eut été conclu après trois jours d'affrontements.
Le 28 mai, on estime entre 5 000 et 10 000 le nombre de réfugiés encore dans le camp.
Le dimanche 15 juillet, l'armée libanaise pénètre pour la première fois dans le camp de réfugiés palestiniens de Nahr el-Bared depuis plus de 37 ans. On dénombre alors depuis le début des combats au moins 220 morts dont 100 militaires libanais et 80 combattants islamistes.
Le dimanche 2 septembre, après d'ultimes combats, l'armée annonce avoir pris le contrôle total du camp.
Selon un bilan publié le mardi 4 septembre, les combats ont fait au moins 244 civils (dont 222 terroristes), 163 dans les rangs de l'armée, ce qui porte à au moins 427 le nombre de victimes de ce siège.
Une vingtaine de combattants islamistes auraient réussi à s'échapper.
Le camp a été quasi totalement détruit, vidé de ses biens et de ses habitants. Les 31 000 réfugiés ont ainsi perdu leurs maisons et leurs biens ainsi tout ce qu'ils ont pu construire -soit par leur travail ou par les aides de leurs proches expatriés au Golfe ou en Occident-. La nouvelle génération de réfugiés de Nahr El Bared s'est retrouvée sans rien, dépendant des aides internationales comme ses parents ou grands-parents réfugiés de la Palestine en 1948.
Le responsable des opérations pour l'armée libanaise au cours de ces combats était le général François el-Hajj, proche du chef d'état-major de l'armée, le général Michel Sleiman. Pressenti pour succéder à celui-ci à la tête de l'armée libanaise en cas d'élection du général Sleiman à la présidence de la République, il a été assassiné dans un attentat à la voiture piégée le 12 décembre 2007 à Baabda.